# Afrolongichneumon longigena
Afrolongichneumon longigena är en stekelart som beskrevs av Heinrich 1968. Afrolongichneumon longigena ingår i släktet Afrolongichneumon och familjen brokparasitsteklar. Inga underarter finns listade i Catalogue of Life.